# Franc Jankovič
Franc Jankovič, též Fran Jankovič (14. července 1871 Vitanje – 2. března 1934 Maribor), byl rakouský lékař a politik slovinské národnosti ze Štýrska, na počátku 20. století poslanec Říšské rady, po první světové válce místopředseda Skupštiny a ministr náboženství vlády Království SHS.

## Biografie
Pocházel z obce Vitanje z rodiny kloboučníka. V rodné vesnici vychodil školu. V letech 1882–1889 studoval gymnázium v Celji. Maturoval v Novém mestu. Pak vystudoval medicínu na Vídeňské univerzitě, kde promoval roku 1898. V roce 1898 působil po několik měsíců jako sekundář v zemské nemocnici v Lublani. Potom v období let 1898–1899 pracoval v posádkové nemocnici ve Vídni a v letech 1899–1900 ve městě Slovenske Konjice. Od roku 1900 do roku 1905 zasedal i v radě tamní spořitelny. V roce 1900 se stal okresním lékařem v Kozje. V době svého působení v parlamentu se uvádí jako okresní lékař v obci Kozje (Drachenburg).
Už jako student se začal angažovat veřejně a politicky. V politice ho na počátku ovlivnil Josip Žičkar. Od roku 1907 zasedal jako poslanec Štýrského zemského sněmu. Podporoval odtržení slovinských oblastí od Štýrska a založení slovinské univerzity. Byl i náměstkem zemského hejtmana.
Působil i coby poslanec Říšské rady (celostátního parlamentu Předlitavska), kam usedl ve volbách do Říšské rady roku 1911, konaných podle všeobecného a rovného volebního práva. Byl zvolen za obvod Štýrsko 28.
V roce 1911 byl uváděn jako člen Slovinské lidové strany. Po volbách roku 1911 byl na Říšské radě členem poslaneckého Chorvatsko-slovinského klubu.
Politicky se angažoval i po vzniku Království Srbů, Chorvatů a Slovinců. Působil na postu ministra. Ministrem náboženských vyznání byl od února do května 1920 ve druhé vládě Stojana Protiće. Od března do května 1919 zastával i post místopředsedy Národního shromáždění (Skupštiny). Do místopředsednické funkce ho Národní shromáždění v Bělehradu zvolilo v polovině března 1919.
Po parlamentních volbách roku 1920 se stáhl z politického života a vrátil se k lékařské profesi. Byl lékařem v mužské věznici v Mariboru a hlavním lékařem mariborské pobočky krajského zaměstnanecké pojišťovny. Roku 1920 spoluzakládal lékařskou společnost v Mariboru, v jejímž čele stál až do své smrti.